# Alocodon
Alocodon (лат.) —  вымерший род птицетазовых динозавров, окаменелые остатки которого (множество изолированных зубов) были обнаружены в отложениях средне- и позднеюрской формации Cabaços в Португалии, а также из формаций Forest Marble и Chipping Norton в Великобритании. Типовой и единственный вид — A. kuehnei.

## Открытие и присвоение названия
Таксон был описан в 1973 году палеонтологом Richard A. Thulborn по набору зубов из местности Pedrógão в Португалии, отличающихся увеличенным центральным зубчиком на зубах. Название происходит от греческих alox и odon, что означает «бороздчатый зуб». Голотип, состоящий из одного зуба, хранится в Геологическом музее Института геологии и горного дела в Лиссабоне, Португалия. Ранее он находился в коллекции Свободного университета Берлина под номером IPFUB P X 1 и принадлежал особи длиной менее 2 м. Хотя изначально считалось, что он был найден в безымянном месторождении в португальском округе Лейрия (келловей), было установлено, что он относится к нижнему оксфордскому пласту Cabaços. Наряду со 158 изолированными зубами из Португалии, отнесенными к Alocodon, некоторые изолированные зубы из формаций Forest Marble и Chipping Norton в Англии были отнесены к as cf. Alocodon sp. на основе сходства.

## Классификация
Alocodon изначально был отнесён Тулборном в 1973 году к семейству птицетазовых Fabrosauridae, ближайшим родственником Fabrosaurus, но также связанным с Echinodon и Trimucrodon. Питер М. Галтон сохранил его в семействе в 1978 году, хотя и отметил, что между Alocodon и Fabrosaurus были значительные различия, а фаброзавриды Alocodon, Trimucrodon и Echinodon, жившие в средней и поздней юре, представляли три независимые ветви семейства, а Nanosaurus сохранился недостаточно хорошо, чтобы определить его родственные связи. Затем в 1983 году Гальтон предположил, что Alocodon был родственником Othnielia, основываясь на сходстве зубов, и отнёс его к семейству птицетазовых Hypsilophodontidae. Учитывая, что этот вид был представлен только зубами, Alocodon был обозначен как nomen dubium в 1990 году Дэвидом Б. Вейшампелем и Лоуренсом М. Уитмером как неопределённый представитель птицетазовых за пределами Ornithopoda. Хотя Пол Серено в 1991 году сохранил за базальными орнитоподами положение вне Ornithopoda, они считались возможным таксоном на основании широкой центральной зубчатой пластинки.
José Ruiz-Omeñaca переклассифицировал Alocodon в 1999 году, основываясь на пересмотре характеристик и классификаций, указанных ранее. Несмотря на сходство с орнитоподами, Ruiz-Omeñaca отнёс его к Thyreophora как промежуточный таксон, поскольку коронка зуба была асимметричной, с более высоким гребнем с одной стороны. Weishampel, Witmer и David B. Norman в 2004 году сохранили позицию публикации 1990 года относительно Alocodon, хотя и отметили, что дальнейшие исследования потенциально могут подтвердить достоверность таксона. Особенности зубов, идентифицированных José I. Canudo и его коллегами в 2004 году, вместо этого подтвердили более конкретную позицию Alocodon как представителя Ankylosauria. Canudo и др. сделали такое заключение на основании анатомии зубцов на коронке. Зубчатое кольцо, присутствующее у Alocodon, также было идентифицировано как признак анкилозавра Paul M. Barrett и его коллегами в 2010 году, хотя для подтверждения важности этого признака требовалось больше материала. Alocodon был отнесен к орнитоподам Филиппо М. Ротатори и его коллегами в 2020 году. Из-за неполноты сведений Alocodon был исключён из филогенетического анализа. В ходе всестороннего анализа ранней эволюции птицетазовых динозавров было обнаружено, что Alocodon обладает чертами, характерными для Parapredentata, но не удалось уточнить его классификацию.

## Палеоэкология
Разнообразие фауны, известной из местонахождения Praia de Pedrógão, включает помимо Alocodon птерозавра рамфоринха, фрагменты панцирей черепах, останки Goniopholis и другого (неназванного) древнего крокодила, фрагменты скелетов безымянного представителя Kuehneosauridae и другой неназванной ящерицы, остатки хвостатых земноводных, зубы костистых рыб Caturus, Lepidotes и Proscinetes и двух хрящевых рыб отряда Hybodontiformes: Asteracanthus и безымянной малой формы. Кроме того, были найдены следы и зубы очень крупного неизвестного теропода.